# Cardiestra vaciva
Cardiestra vaciva là một loài bướm đêm trong họ Noctuidae.